# Museum für byzantinische Kultur Thessaloniki

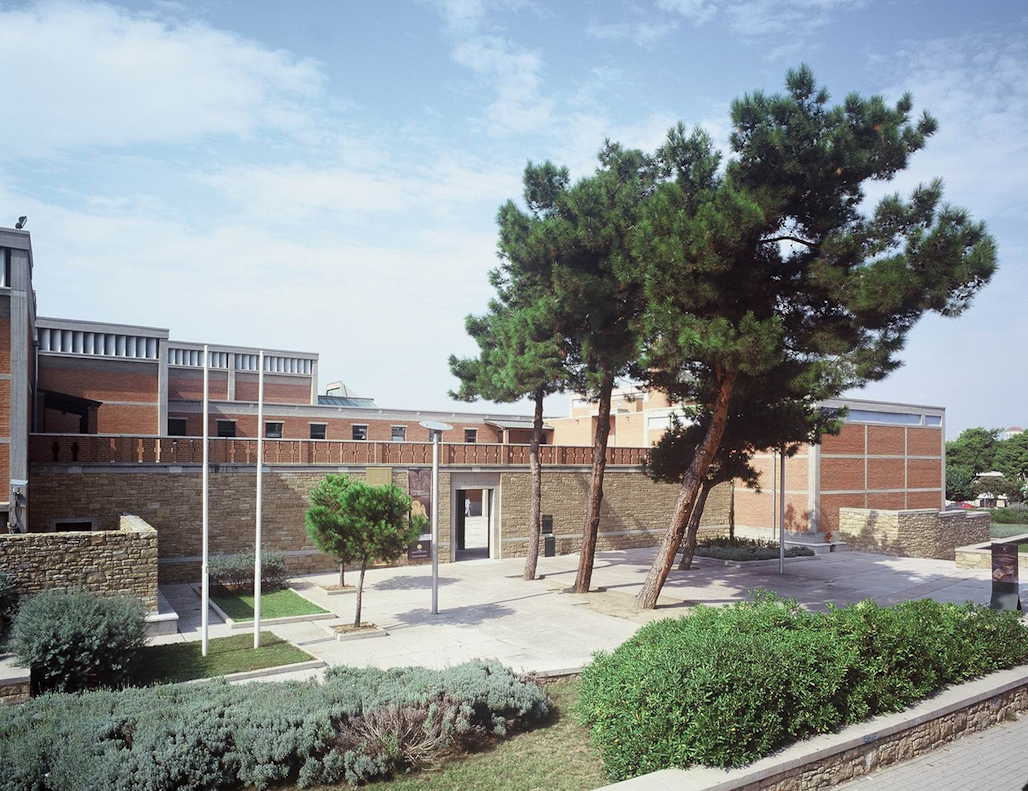
Das Museum für Byzantinische Kultur

Das Museum für byzantinische Kultur (griechisch Μουσείο Βυζαντινού Πολιτισμού Mousío Vyzandinoú Politismoú) stellt Exponate aus der byzantinischen Epoche aus. Neben einer permanenten Ausstellung gibt es temporäre Veranstaltungen mit wechselnden Themen.

## Lage

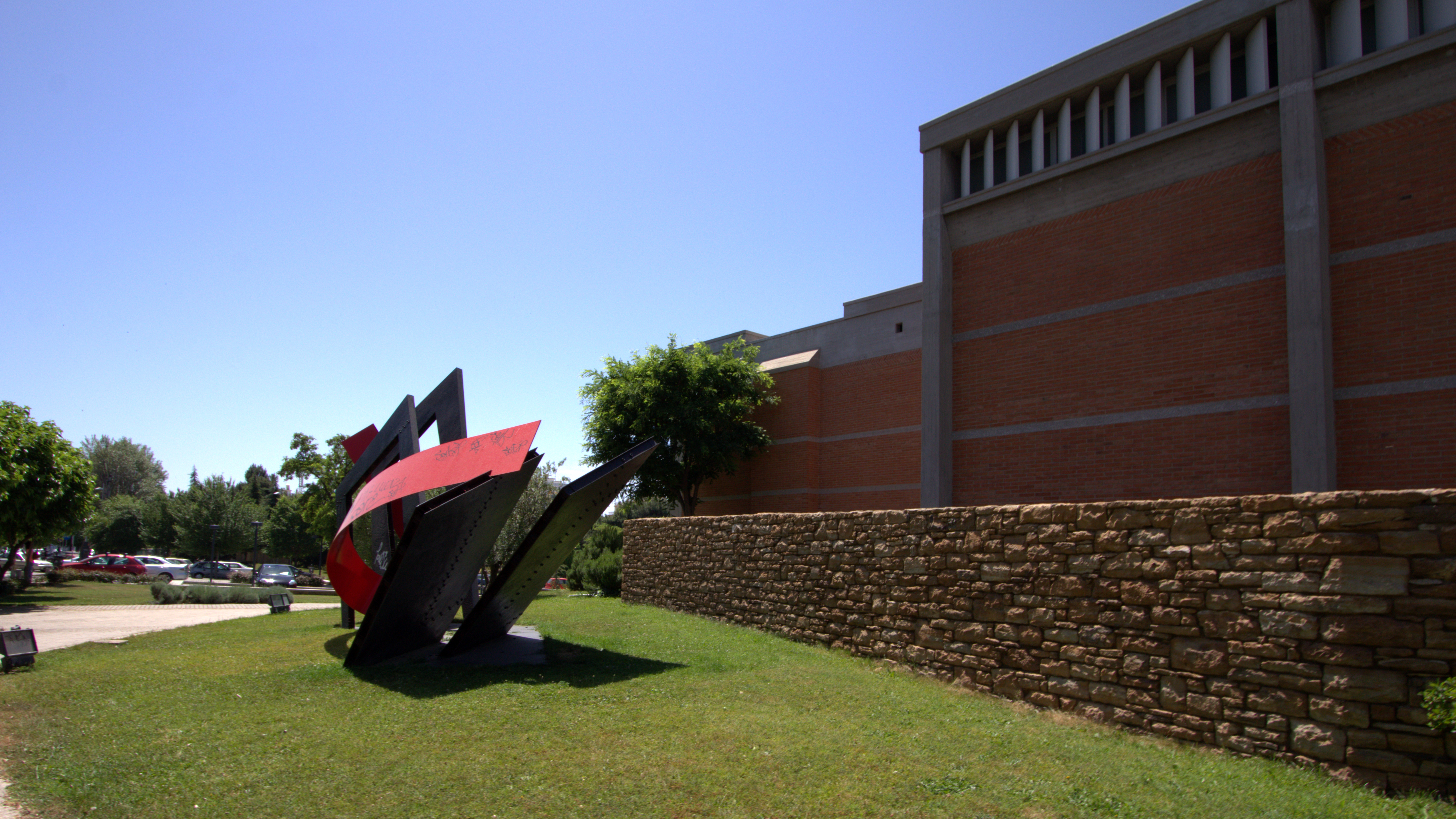
Außenansicht

Das Museum befindet sich in der Λεωφόρος Στρατού Leofóros Stratoú 2 in der nordgriechischen Stadt Thessaloniki in unmittelbarer Nähe zum Archäologischen Museum und der Aristoteles-Universität.

## Geschichte
Das Museum wurde im September 1994 eröffnet. Nach fast 80 Jahren wurden die 1916 nach Athen überführten byzantinischen Schätze wieder nach Thessaloniki gebracht.
Schon 1913 wurde beschlossen, in Thessaloniki, der nach Konstantinopel zweitwichtigsten Stadt des byzantinischen Reichs, ein „Zentrales Byzantinisches Museum“ zu bauen. Als Truppen im Dezember 1915 in der Stadt landeten, fasste man den Beschluss, die vorhandenen Exponate nach Athen in Sicherheit zu bringen. So wurden 1600 Artefakte in das Byzantinische und Christliche Museum nach Athen verbracht und dort ausgestellt oder gelagert.
1975 wurde der Gedanke an einen Museumsbau wieder aufgegriffen. Bei der folgenden Ausschreibung setzte sich der Architekt Kyriakos Krokos mit seinen Plänen für den Neubau im Wettbewerb der Architekten durch.

## Zweck des Museums

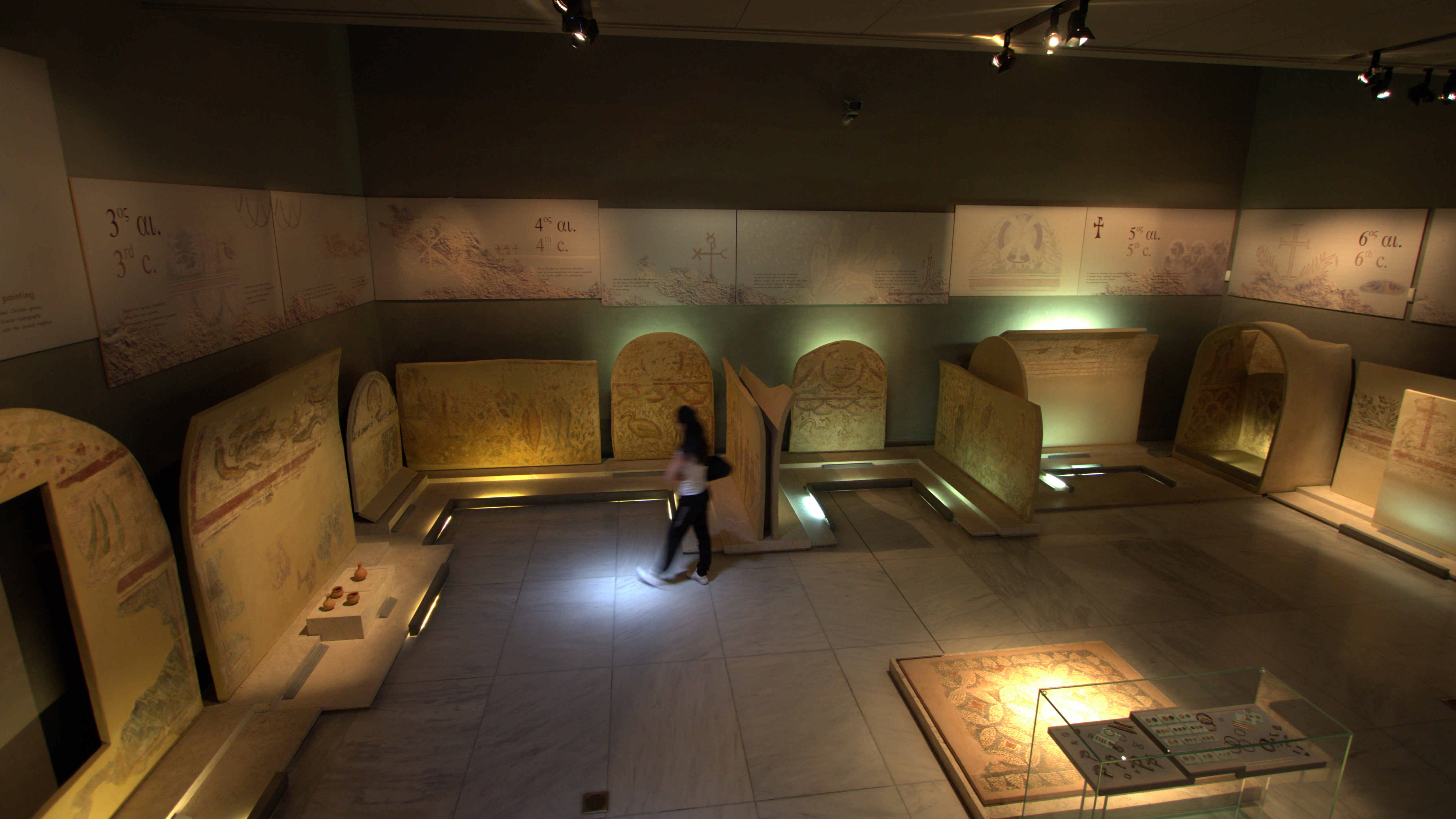
Museum für byzantinische Kultur

Übersetzung des ministeriellen Beschlusses:
Das Museum ist eine wissenschaftliche Institution, die für die Öffentlichkeit zugänglich ist, von einer breiteren kulturellen und pädagogischen Natur, zielt darauf ab, zu sammeln, zu bewahren, zu schützen, zu konservieren, zu zeigen und zu studieren. Gegenstand der Ausstellung sind die Werke und Gegenstände der frühen christlichen, byzantinischen, mittelalterlichen im Allgemeinen und post-byzantinische Perioden, vor allem aus dem geographischen Gebiet Mazedoniens, und dem Aushubmaterial des territorialen Geltungsbereichs des 9. Ephorats der byzantinischen Antiquitäten, mit dem es in enger Zusammenarbeit steht. Das Museum für byzantinische Kultur arbeitet auch mit den anderen Ephoraten, wenn dies für die Bereicherung und eine umfassendere, besser und wissenschaftlich fundierte Darstellung seiner Berichte notwendig ist. Im Rahmen der Verwirklichung seiner Ziele richtet sich das Museum für byzantinischen Kultur an die breite Öffentlichkeit, ermöglicht durch entsprechende Aktivitäten die Zunahme der Besucherzahl, begünstigt den unterhaltsamen und pädagogischen Kontakt mit der Öffentlichkeit mit seinen Sammlungen und bietet eine wissenschaftlich bewährte und international anerkannte Art ihrer Museumspräsentation.
Im Jahr 2003 wurde der Auftrag folgendermaßen erweitert: Akquisition, Annahme, Lagerung, Instandhaltung, Aufzeichnung, Dokumentation, Forschung, Studium, Publikation, Werbung und Werbung für Objekte der frühen christlichen, byzantinischen, mittelalterlichen und nach-byzantinischen Perioden in Nordgriechenland und der modernen Ära mit Themen, die mit der byzantinischen und christlichen Kunst zusammenhängen.

## Die Ausstellungen

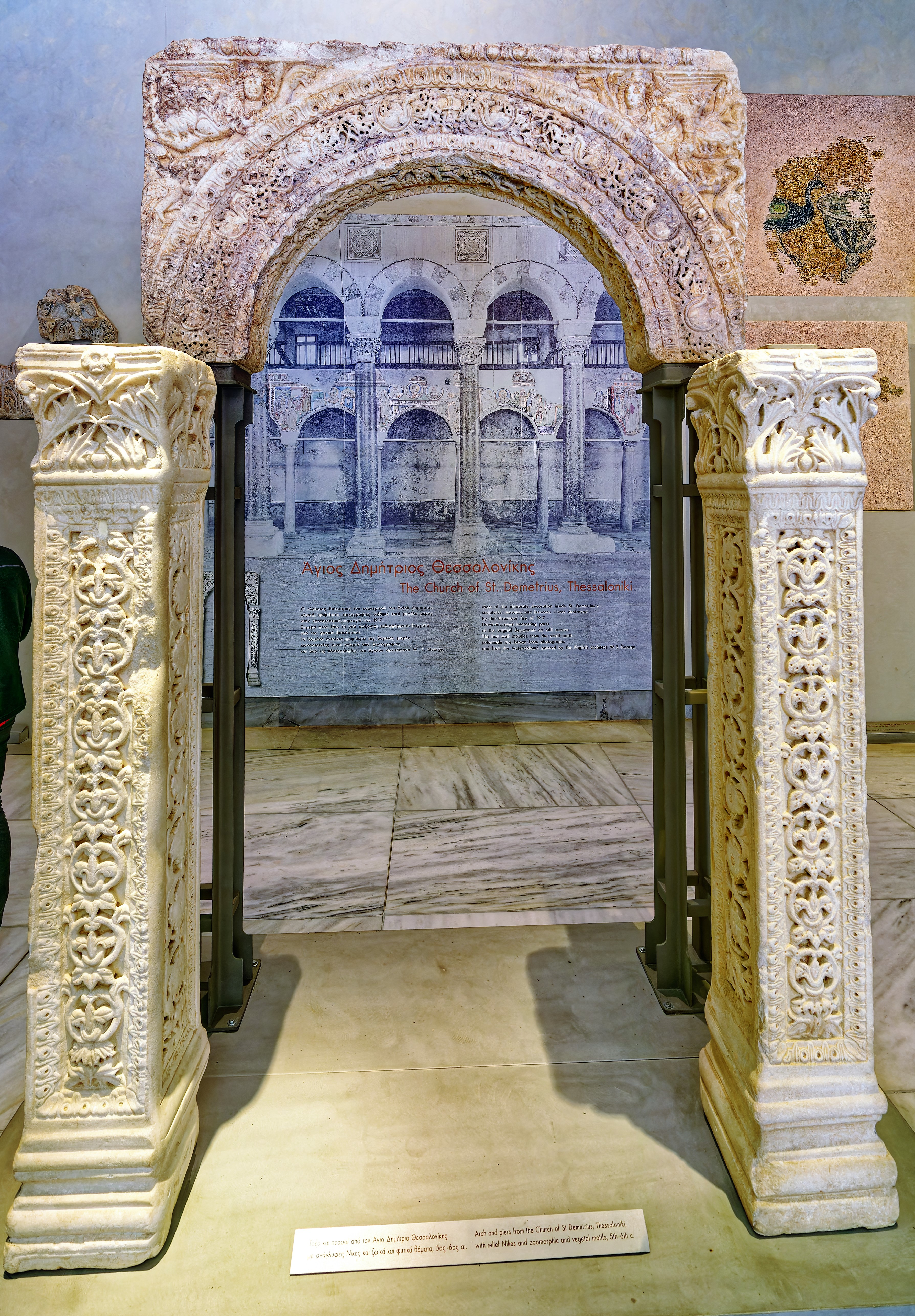
Säulen und Pfeiler der Kirche zum heiligen Dimitrios

Das Museum hat eine Grundfläche von 11500 m². Davon sind rund 3400 m² der permanenten Ausstellung vorbehalten. Über 4000 m² sind für temporäre Ausstellungen vorgesehen. Die restliche Fläche wird von Werkstätten, der Museumsverwaltung und Lagerräumen belegt. Zu Bildungszwecken existiert ein Amphitheater mit 62 Sitzplätzen. Von mehr als 46000 vorhandenen Einzelstücken werden 3190 ausgestellt.

### Die permanente Ausstellung
In 11 Räumen werden byzantinische und post-byzantinische Stücke und Kunstwerke präsentiert, die sich folgenden Themen widmen:

#### Raum 1 – die frühe Christliche Kirche
Hier werden Funde aus der protobyzantinischen Periode (4. bis 7. Jahrhundert) ausgestellt. Nach der Gründung des byzantinischen Reichs durch Konstantin den Großen (330 n. Chr.), wurde das Christentum bald Staatsreligion. Seit 1997 werden Artefakte der frühen Christlichen Kirche und architektonische Funde in Verbindung mit den damaligen Kirchenbauten gezeigt, wobei wohlhabende Kirchen neben Mosaik auch marmorne Böden und Wandverkleidungen hatten, ärmere Kirchen hingegen Mosaik-Fußböden und mit Fresken verzierte Wände.

#### Raum 2 – Frühe Christliche Städte und deren Besiedlung
Seit 1998 sind hier Gegenstände des täglichen Lebens wie Tonwaren, Glasgefäße, Webstuhl etc. zu sehen. Die Empfangshalle eines reichen Haushalts in Thessaloniki wurde nachgebildet; so soll die Rolle der Stadt mit dem privaten und öffentlichen Leben hervorgehoben werden.

#### Raum 3 – Von den Elysischen Gefilden zum christlichen Paradies

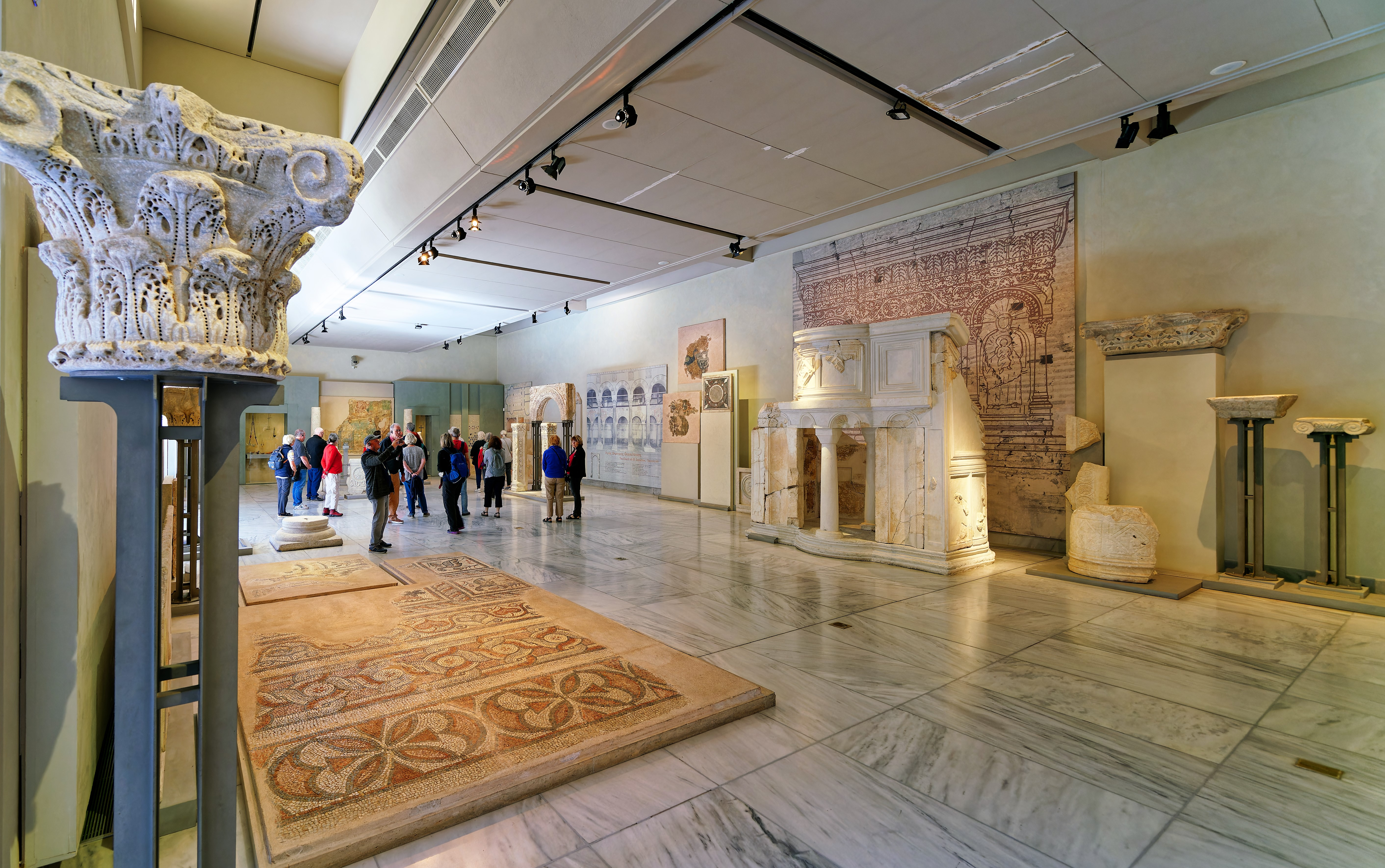
Die Eingangshalle

Die Ausstellung nimmt Bezug auf das von der Europäischen Union unterstützte Programm „Die Verwandlung der römischen Welt in der Zeit von 400 bis 900 n. Chr.“ Die Ausstellungsstücke bestehen vorwiegend aus Gräbern, Grabinschriften und Grabmalereien. So wird die Wandlung der Beerdigungsriten und Grabdekorationen seit der späten Antike dargestellt. Die Ausstellung wurde 1997 eröffnet.

#### Raum 4 – Vom Bildersturm zur Herrlichkeit der Makedonischen und Komnenischen Dynastien
Seit dem Jahr 2000 wird in Raum 4 die Periode vom 8. bis zum 12. Jahrhundert behandelt. Diese sogenannte mittlere byzantinische Periode galt als Zeit des byzantinischen Humanismus und der griechischen Bildung. Gezeigt werden Gegenstände des täglichen Lebens wie Münzen, Tonwaren, Bleisiegel und Kleidung.

#### Raum 5 – Die Dynastien der byzantinischen Kaiser
Hier wird die Epoche der byzantinischen Herrscher von der Zeit des Heraclius (610 bis 641) bis zum Fall von Konstantinopel im Jahre 1453 betrachtet. Seit dem Jahr 2000 sind hier unter anderem Münzen und Siegel aus dieser Zeit zu sehen.

#### Raum 6 – Die byzantinischen Burgen
Die byzantinischen Burgen wurden an strategisch wichtigen Orten errichtet. Um ihren Bewohnern und den Menschen aus dem Umland auch über einen längeren Zeitraum Schutz in Kriegszeiten bieten zu können, hatten sie alle nötigen Einrichtungen einer Stadt. Die ausgestellten archäologischen Fundstücke stammen von verschiedenen Burgen Makedoniens. Ein Video informiert den Besucher über die Burgen von Makedonien und Thrakien. Die Ausstellung in Raum 6 wurde im Jahr 2000 eröffnet.

#### Raum 7 – Das byzantinische Zwielicht (1204 bis 1453)
Die späte byzantinische Periode fällt durch seine Künstler und deren Kunstwerke auf. Besonders die slawischen Nachbarn Griechenlands und die Mönchsrepublik Athos werden behandelt. Seit 2002 werden die Kunstwerke ausgestellt.

#### Raum 8 – Die Sammlung von Dori Papastratou

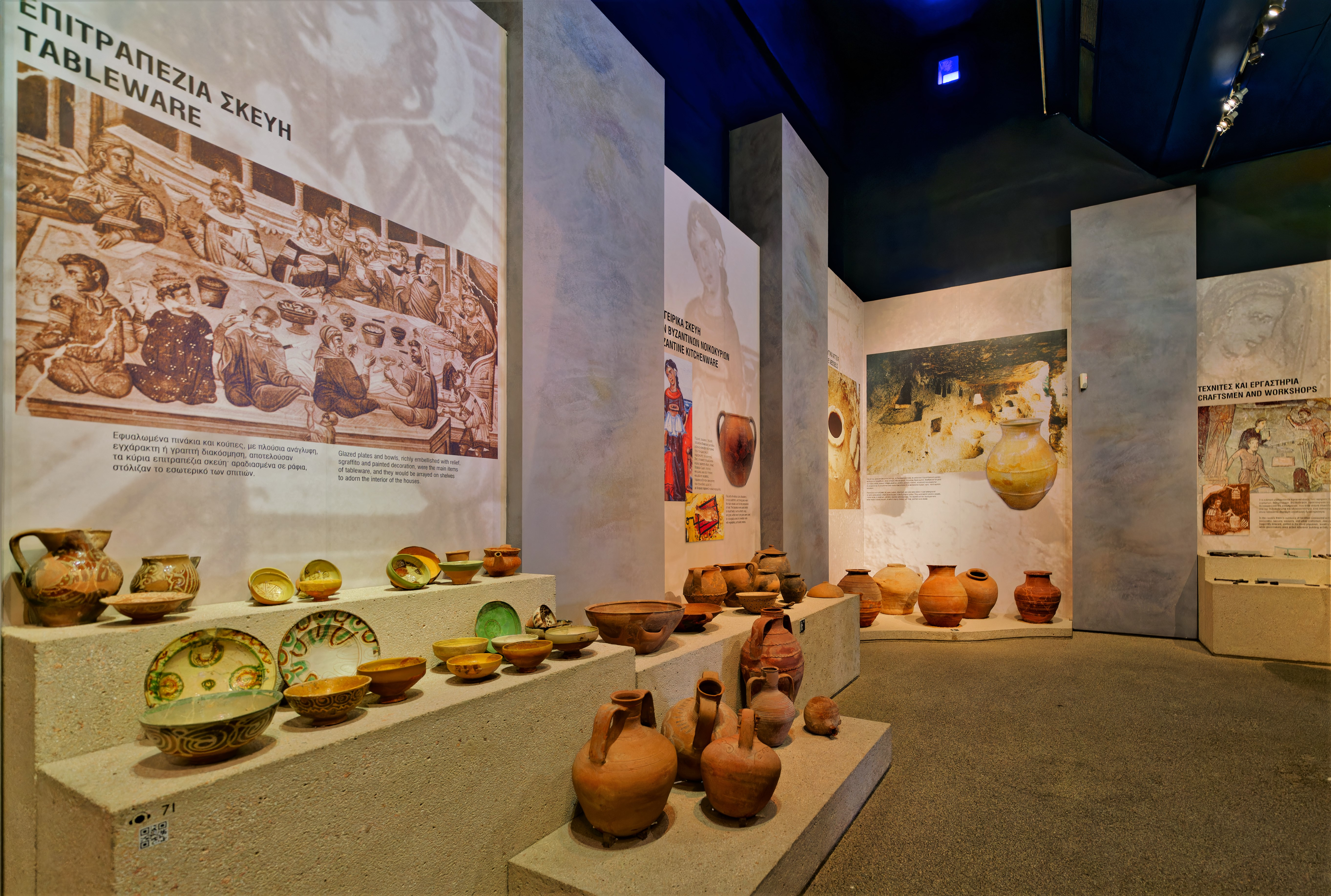
Keramik aus dem 12. bis 16. Jahrhundert

Die Kollektion wurde dem Museum 1994 gespendet. Zu sehen sind, neben hölzernen und kupfernen Druckplatten, mehr als 200 Drucke aus dem 18. bis 19. Jahrhundert. Einige Drucke wurden der permanenten Ausstellung des Museums entnommen und werden in anderen Museen, im Ausland und innerhalb Griechenlands, zur Schau gestellt.

#### Raum 9 – Die Sammlung von Dimitrios Oikonomopoulos
Seit 2001 werden einige der insgesamt 1460 Artefakte, die Herr Oikonomopoulos dem Museum vermacht hat, ausgestellt. Die Sammlung enthält Stücke aus prähistorischer Zeit bis hin zum 19. Jahrhundert, wobei byzantinische und post-byzantinische Kunstwerke überwiegen. Hauptsächlich werden Ikonen aus der Zeit vom 14. Jahrhundert bis zum 19. Jahrhundert gezeigt.

#### Raum 10 – Byzanz nach Byzanz, das byzantinische Erbe in den Jahren nach dem Zerfall des Reichs (1453 bis zum 19. Jahrhundert)
Erst im Jahr 2004 wurde Raum 10 in seiner gegenwärtigen Form für das Publikum geöffnet. Hier wird das byzantinische Erbe nach der Eroberung des Reichs durch die Osmanen beleuchtet. Die gezeigten Kunstwerke veranschaulichen verschiedene Stile, die unter der Herrschaft der Venezianer und der Osmanen gepflegt wurden. Ausgestellt werden Ikonen, Drucke, Stickereien, Bücher, Silber- und Goldschmiedearbeiten.

#### Raum 11 – Entdeckung der Vergangenheit
Der letzte Raum der permanenten Ausstellung wurde 2004 geöffnet. Er dokumentiert die Stationen von der Ausgrabung eines Objekts bis hin zu dessen Ausstellung im Museum. Anhand von archäologischem Material und digitaler Darstellung werden dem Besucher die Phasen der Ausgrabung, Dokumentation, Studie und Konservierung nahegebracht.

### Temporäre Ausstellungen

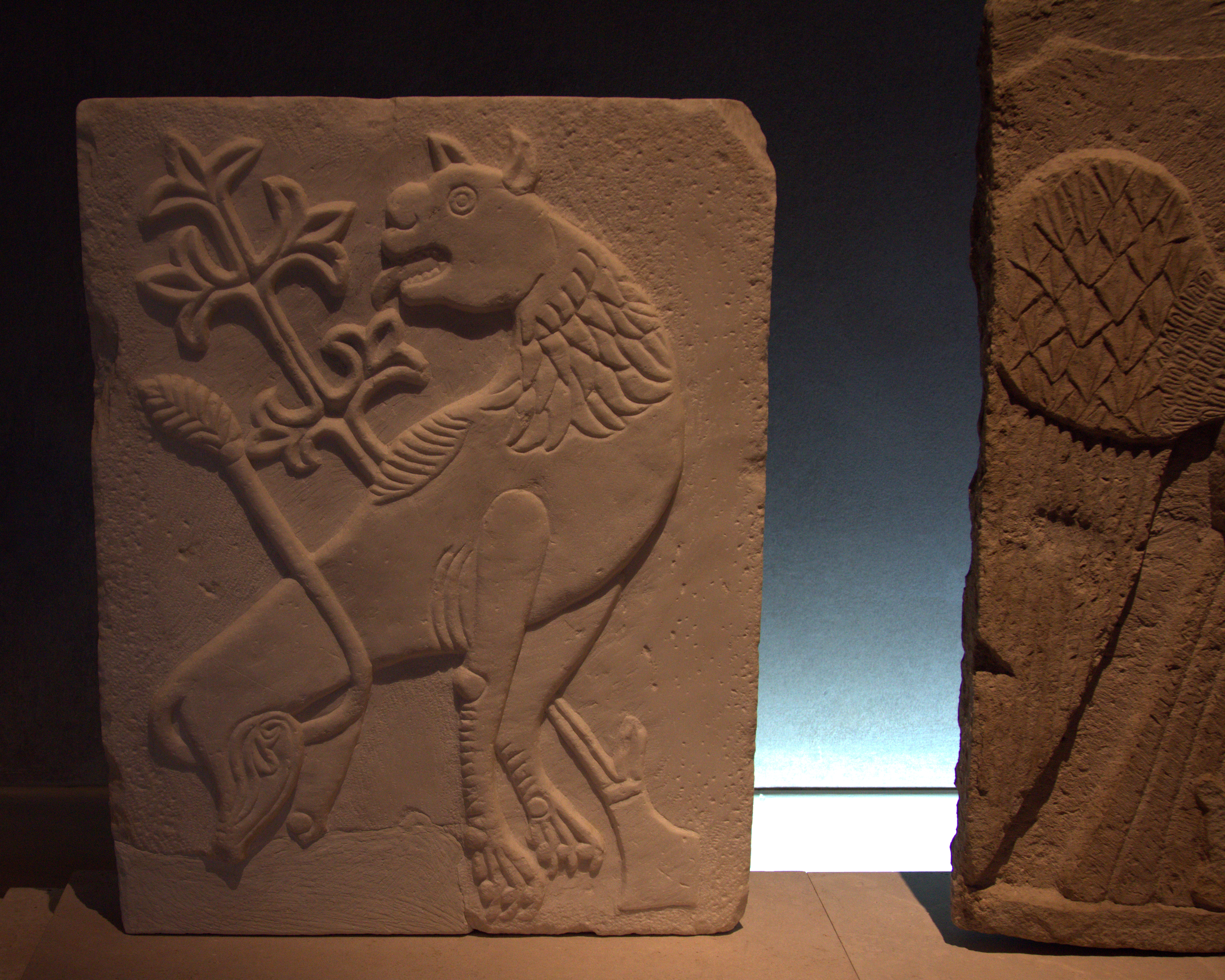
Darstellung aus dem Museum für byzantinische Kultur

Seit der Eröffnung des Museums existieren temporäre Ausstellungen, wovon die meisten das Thema „Byzanz“ berühren. Es gab unter anderem Vorstellungen von religiösen Themen, dem täglichen Leben und byzantinischen Schätzen in der Mönchsrepublik Athos.
Weiterhin werden Leihgaben anderer Museen präsentiert und thematisch verwandte Wanderausstellungen beherbergt.

## Sammlungen
Die Sammlung des Museums enthält Werke aus der Zeit vom 2. bis zum 20. Jahrhundert. Sie stammen vorwiegend aus Sammlungen, Hinterlassenschaften, Beschlagnahmungen, Spenden oder wurden mit privater oder staatlicher Hilfe angeschafft. Der größte Teil der Sammlung besteht aus Münzen, Siegeln und kleineren Artefakten, gefolgt von Skulpturen und Ikonen. Sie stammen aus Thessaloniki und Makedonien, aus Kirchen, Privathäusern und Friedhöfen.
Von hohem künstlerischem Wert sind die Werke der Ikonenmalerei aus dem 16. und 17. Jahrhundert. Aber auch die seltenen Textilien der frühen byzantinischen Periode (Leihgaben des Benaki-Museums), oder Grabmalereien und Mosaike sind von besonderer Bedeutung. Ausgesuchte Artefakte werden anderen Museen im In- und Ausland zeitweise als Wanderausstellungen überlassen.
Die Sammlung umfasst:

### Bücher und Manuskripte
Die Kollektion umfasst 27 griechische Bücher und Manuskripte. Die ältesten stammen aus der frühen christlichen Periode; die meisten wurden auf Pergament geschrieben. Von besonderem Interesse sind einige Seiten des Korans und ein osmanisches Manuskript.

### Hölzerne Ikonen
Mehr als 1000 Einzelwerke umfasst der Stock des Museums; darunter sind die 442 Ikonen, die während des Ersten Weltkriegs nach Athen verbracht wurden. 1987 wurde die Anzahl der Ikonen durch den Zugang von 400 Ikonen aus dem Nachlass von Herrn Oikonopuolos erheblich erweitert. Die Sammlung wird nicht zuletzt durch private Schenkungen und Nachlässe ständig ausgebaut. Sie beherbergt Ikonen vom 12. Jahrhundert bis zum 20. Jahrhundert und stammt aus den Gebieten, in denen Griechen unter venezianischer oder osmanischer Herrschaft lebten. Die Werke sind unterschiedlichen Ursprungs, sie stammen von Inseln, aus Nordgriechenland oder Konstantinopel.

### Miniaturen
Über 7000 Objekte dieser Gruppe wurden in Thessaloniki und im weiteren Makedonien gefunden. Fast alle wurden bei organisierten Ausgrabungen entdeckt; nur wenige stammen aus Schenkungen oder wurden konfisziert. Sie stammen aus der Zeit von der späten römischen Periode, über die byzantinische Periode bis hin zur Zeit der osmanischen Herrschaft. Schmuckstücke aus Gold, Silber, Glas und Knochen sind genauso vertreten wie kirchliche Objekte. Weiterhin werden Werkzeuge aus verschiedenen Materialien aufbewahrt.

### Textilien

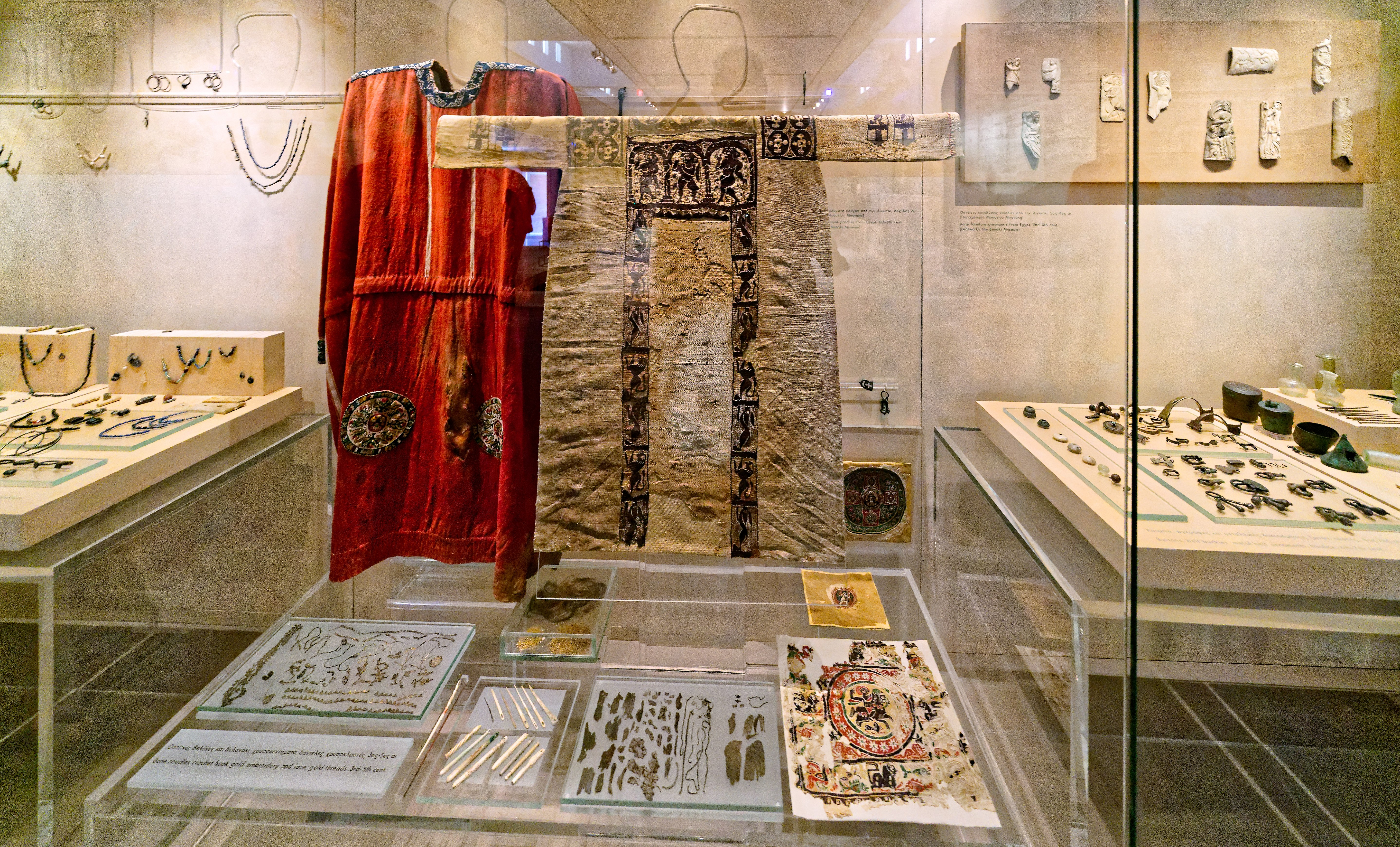
Tunika aus Ägypten, 7. Jahrhundert

Die vorhandenen Textilien stammen aus dem 4. Jahrhundert bis zum 19. Jahrhundert und bilden damit die gesamte byzantinische und post-byzantinische Ära ab. Die wollenen und linnenen Tuniken aus Ägypten sind Dauerleihgaben des Benaki-Museums aus Athen.

### Münzen
Die rund 30.000 Münzen des Museums wurden in Thessaloniki und im weiteren Makedonien entdeckt. Sie stammen aus der späten römischen Zeit bis hin zu modernen Zeiten. Der überwiegende Teil sind Bronzemünzen. Wenige sind aus Silber, einige mehr sind aus Gold. Neben Einzelfunden stammen die Münzen vorwiegend aus größeren Ansammlungen, die von ihren Besitzern vermutlich für Notzeiten angelegt wurden.

### Siegel und Bleisiegel
100 Siegel befinden sich im Besitz des Museums für byzantinische Kultur. Sie wurden einst dazu genutzt, um Dokumente zu verifizieren. Sie gelten als wichtige historische Quellen, um das administrative byzantinische System und die kirchliche Hierarchie zu verstehen. Die bedeutendsten Siegel stammen von Tiberius II. (698–705), Konstantin VII. (913–959) sowie den Patriarchen Photios (858–886) und Michael Keroularios (1043–1059).

### Mosaike

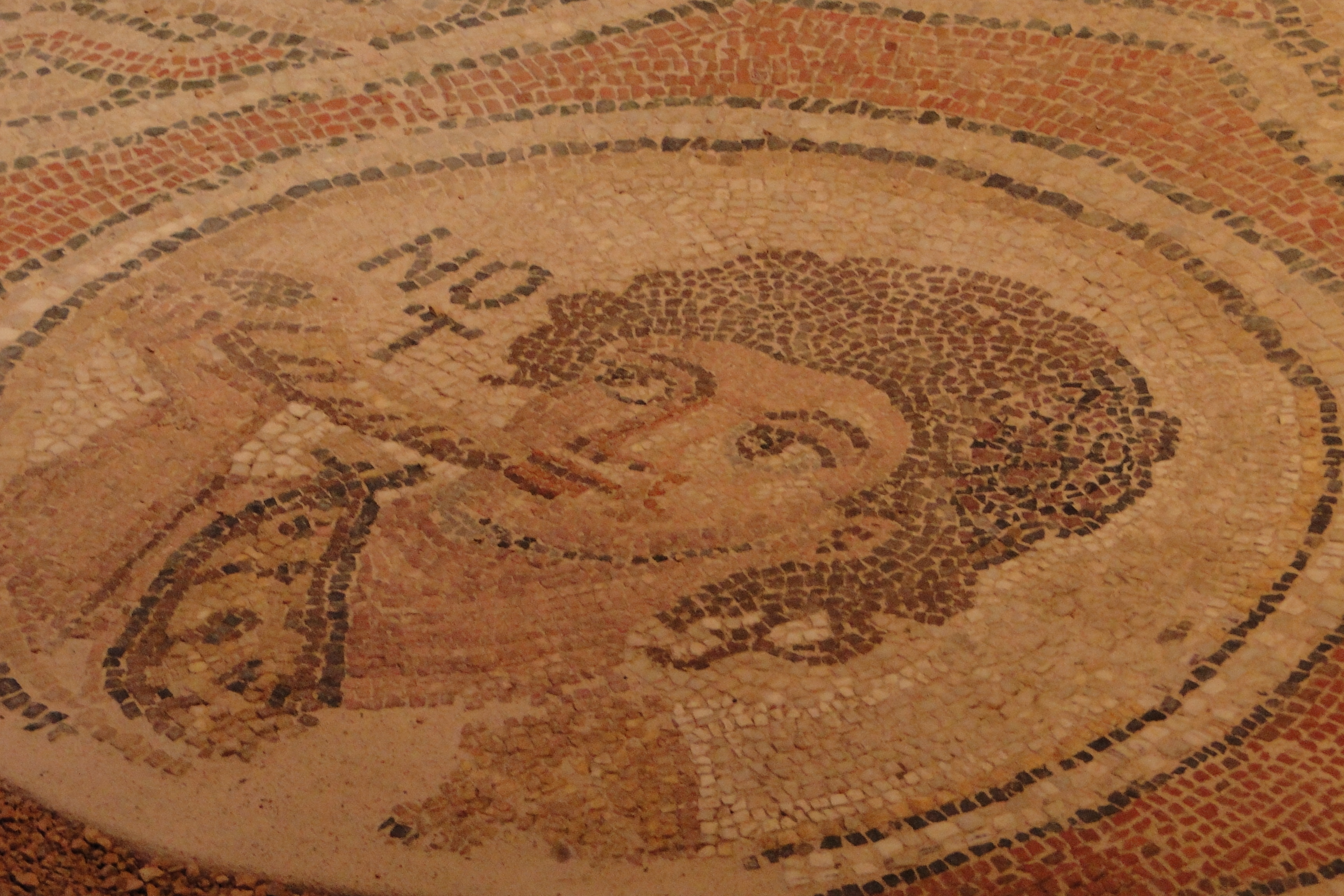
Byzantinisches Mosaik

Die Sammlung umfasst 70 Mosaike, die die Wände und Böden von Kirchen, Privathäusern und öffentlichen Gebäuden zierten. Die meisten stammen aus Rettungsgrabungen aus Thessaloniki aus der Zeit vom 4. bis zum 7. Jahrhundert. In dieser Zeit war Thessaloniki das Zentrum der Mosaikkunst in der Region. Die Mosaike bestehen aus verschiedenen Materialien. Neben Steinen, Marmor und Glas fand auch Blattgold Verwendung. Abgebildet wurden Heilige, Tiere, Pflanzen und geometrische Formen.

### Wandmalereien
Rund 200 Wandmalereien aus dem 3. bis zum 20. Jahrhundert sind im Besitz des Museums. Darunter sind die schönsten Grabmalereien Griechenlands. Die beliebtesten Motive aus der griechischen und römischen Epoche sind Girlanden, Kränze und Bänder. Wandmalereien finden sich in fast allen Räumen der permanenten Ausstellung.

### Skulpturen
Die ca. 2000 Skulpturen stammen aus dem Zeitraum vom 2./3. Jahrhundert bis zum 17. Jahrhundert. 120 Skulpturen werden dauerhaft im Museum ausgestellt. Fast alle wurden in Thessaloniki und Umgebung gefunden; die meisten von ihnen sind architektonischer Natur, wie Kapitelle im ionischen und korinthischen Stil. Wenige Skulpturen sind aus der Periode vom 7. bis zum 9. Jahrhundert, den sogenannten „Finsteren Zeiten“ erhalten. Vom 9. bis zum 12. Jahrhundert erhöhte sich die Tätigkeit der Künstler deutlich. Aus dieser Zeit stammen marmorne Bilder mit kirchlichen Motiven. Die wenigen entdeckten Skulpturen aus der späten byzantinischen Zeit deuten auf den Niedergang des Reichs hin, das 1204 an die Franken und 1453 an die Osmanen fiel.

### Moderne Kunst, die durch Byzanz inspiriert wurde
Es handelt sich vorwiegend um moderne Gemälde griechischer Künstler, die sich durch den frühchristlichen, byzantinischen Geist inspirieren ließen. Neben Ölgemälden finden sich Drucke und abstrakte Gemälde. Rund 50 Werke sind Kopien alter Grabmalereien, Mosaike und Skulpturen.

### Gedruckte Bücher
Die Sammlung des Museums besteht aus 22 Büchern, die überwiegend aus dem 19. und 20. Jahrhundert stammen. Die Werke sind in verschiedenen Sprachen abgefasst und behandeln christliche Themen. Die Einbände mancher Bücher sind wertvoll und aufwendig gestaltet. Neben samtenen Umschlägen findet man mit Silber beschlagene Einbände, die christliche Szenen oder das Kruzifix abbilden.

## Die Werkstätten und Labore

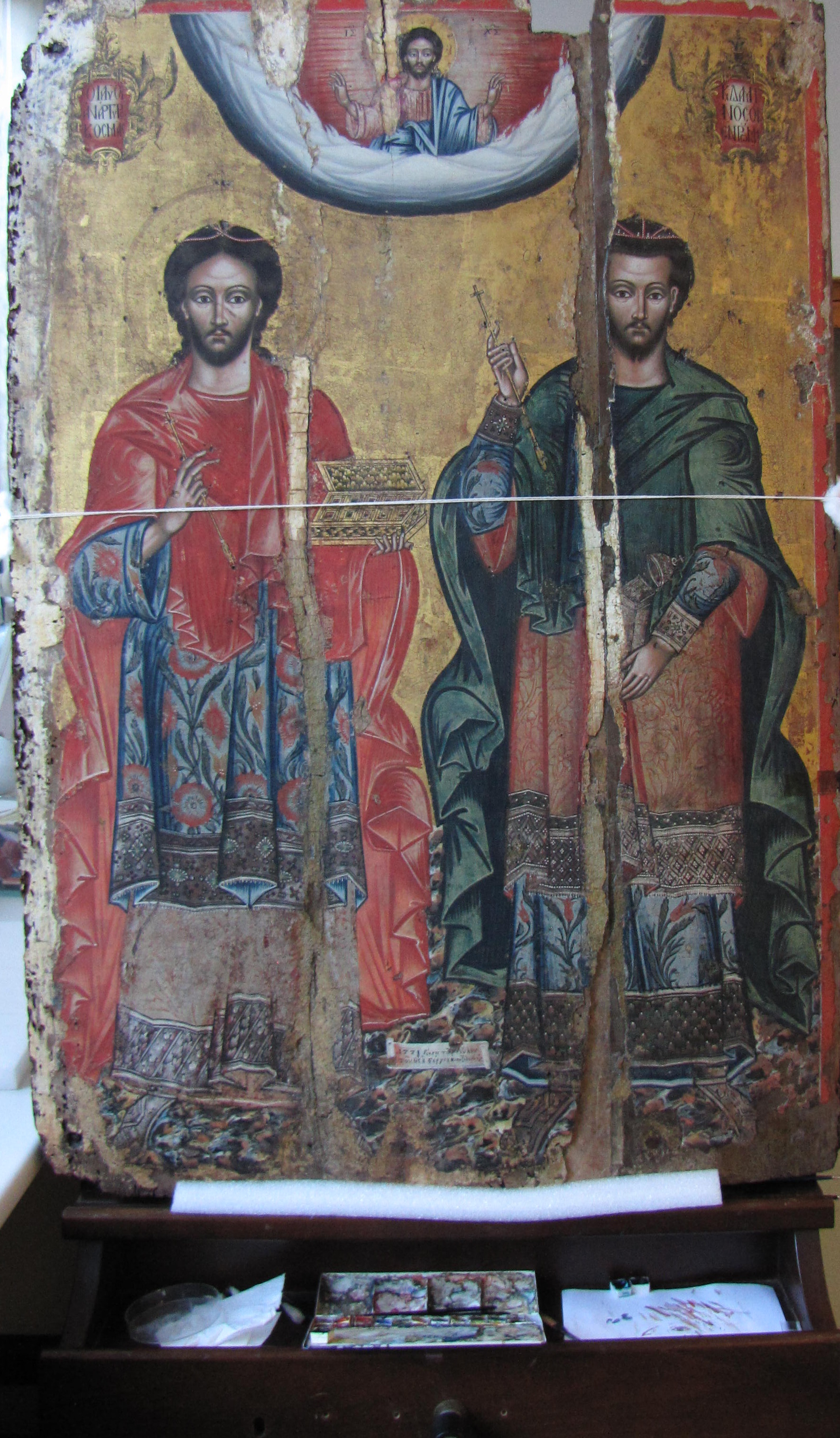
Beschädigte Ikone

Das Museum verfügt über sieben verschiedene Werkstätten und Labore. Sie sind auf 2750 m² Fläche untergebracht, jede Fachabteilung hat einen feuersicheren Lagerraum und eine Absauganlage für die Raumluft. Wie das gesamte Museum sind die Werkstätten klimatisiert; Temperatur und Luftfeuchtigkeit werden konstant gehalten. 
Die Ausstattung der Werkstätten ist gut; moderne und wissenschaftlich international anerkannte Methoden der Diagnose und Konservierung werden angewendet. Im Rahmen europäischer Programme kooperieren sie mit nationalen und internationalen Forschungszentren. Studenten aus dem In- und Ausland können in den Werkstätten ihre Praktika absolvieren.
Die Abteilungen im Einzelnen:

### Restaurierung und Erhaltung von Ikonen
Die älteste Werkstatt des Museums nahm ihre Arbeit 1993 auf. Sie besteht aus einem Röntgenraum, Diagnostik, einem Raum zur Konservierung und einer Schreinerei. Das Röntgengerät wird auch von anderen Fachbereichen benutzt, die Strahlenbelastung der Mitarbeiter wird aus Gesundheitsgründen erfasst. Die konventionellen Röntgenaufnahmen werden digitalisiert und auf DVDs gespeichert. Details der Oberfläche eines Objekts werden mit dem Elektronenmikroskop untersucht und auf einem Bildschirm dargestellt. Je nach Bedarf werden die Fundstücke unter ultraviolettem Licht oder per Infrarotstrahlung weiterhin untersucht. Gelegentlich wird unter der sichtbaren Oberfläche einer Ikone eine darunter liegende Bemalung entdeckt. In einzelnen Fällen wird das ältere Gemälde wieder zum Vorschein gebracht. Zwei Bedingungen sind dabei zu erfüllen: Das darunter liegende Gemälde muss in einem guten Zustand sein und es soll wesentlich älter als das darüber liegende Bild sein. Mit größter Vorsicht wird zunächst das sichtbare Bild konserviert, man erhält so nach Beendigung der Restaurierung beide Gemälde, das zunächst sichtbare und das darunter liegende. Aufgrund des immensen Aufwands – es dauert Monate, bis ein erfahrener Restaurator das Werk vollendet – werden diese Arbeiten recht selten ausgeführt. 
Neben diesen nicht-destruktiven Methoden werden auch destruktive Untersuchungen angewandt; dabei werden winzige Proben entnommen und untersucht. Da das Labor für diese Untersuchungen nicht ausgerüstet ist, werden sie in den Fachbereichen der Universitäten von Thessaloniki oder Athen ausgeführt. Dieses Labor, wie einige der anderen Labore, verfügt über Chemikalien, um unerwünschte Schichten abzutragen. Die Chemikalien werden in speziellen Schränken aufbewahrt, die eventuell entwichene Gase vor dem Öffnen der Schränke absaugen. 
In der Werkstatt werden Ikonen, Holzschnitte, bemalte Textilien, Leder und Holz bearbeitet. Alle Arbeitsschritte werden dokumentiert. Die erste Arbeit der Konservatoren galt 1994 dem Projekt "Byzantinische Schätze von Thessaloniki, die Rückkehr". Es bestehen Kooperationen mit vielen nationalen und internationalen Institutionen. Dazu zählen neben griechischen Klöstern und anderen Einrichtungen das National Museum of Medieval Art of Korytsa (Albanien) und die National Gallery of Arts of Sofia (Bulgarien).

### Restaurierung und Erhaltung von Papier und Büchern

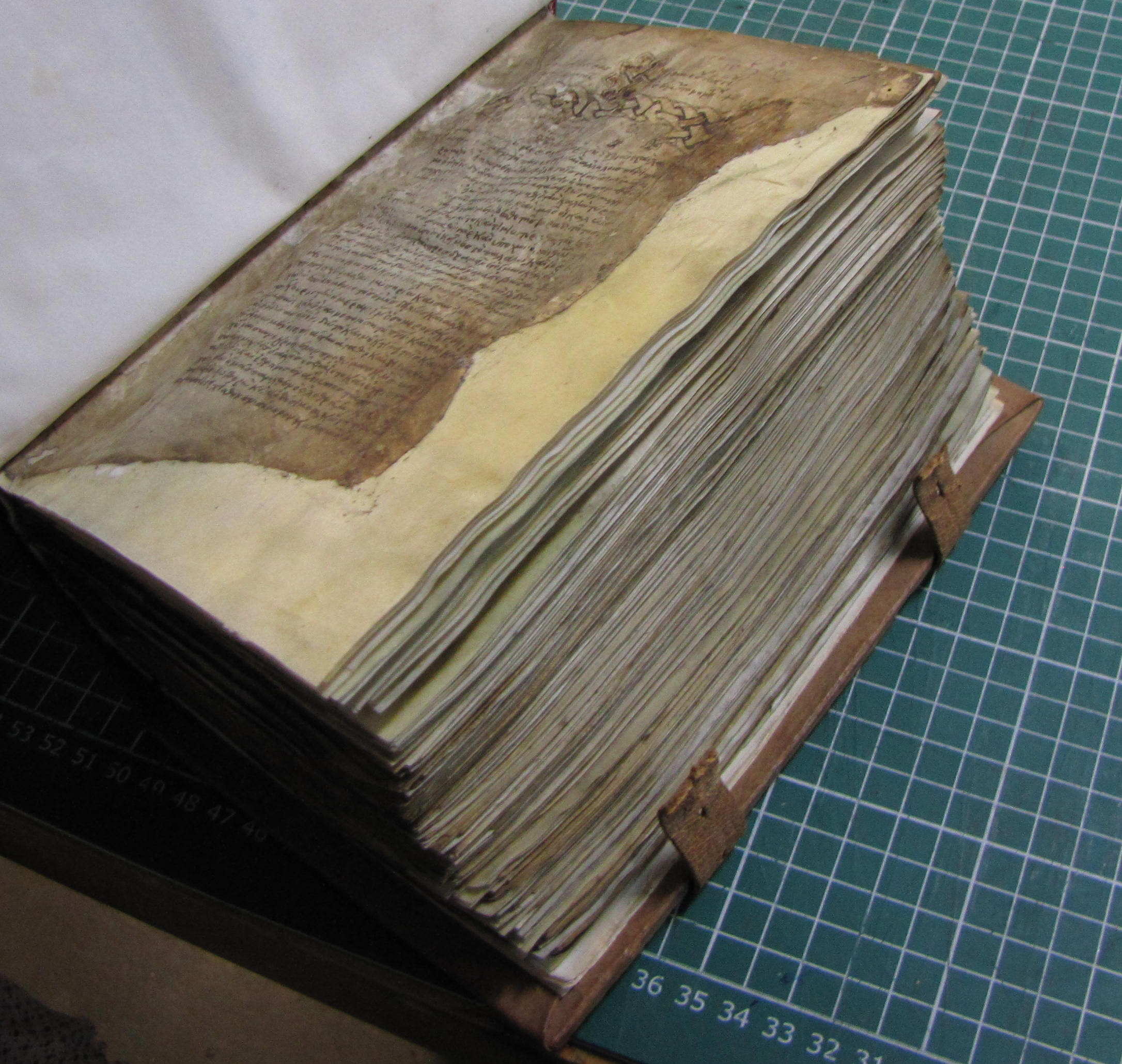
Restauriertes Buch

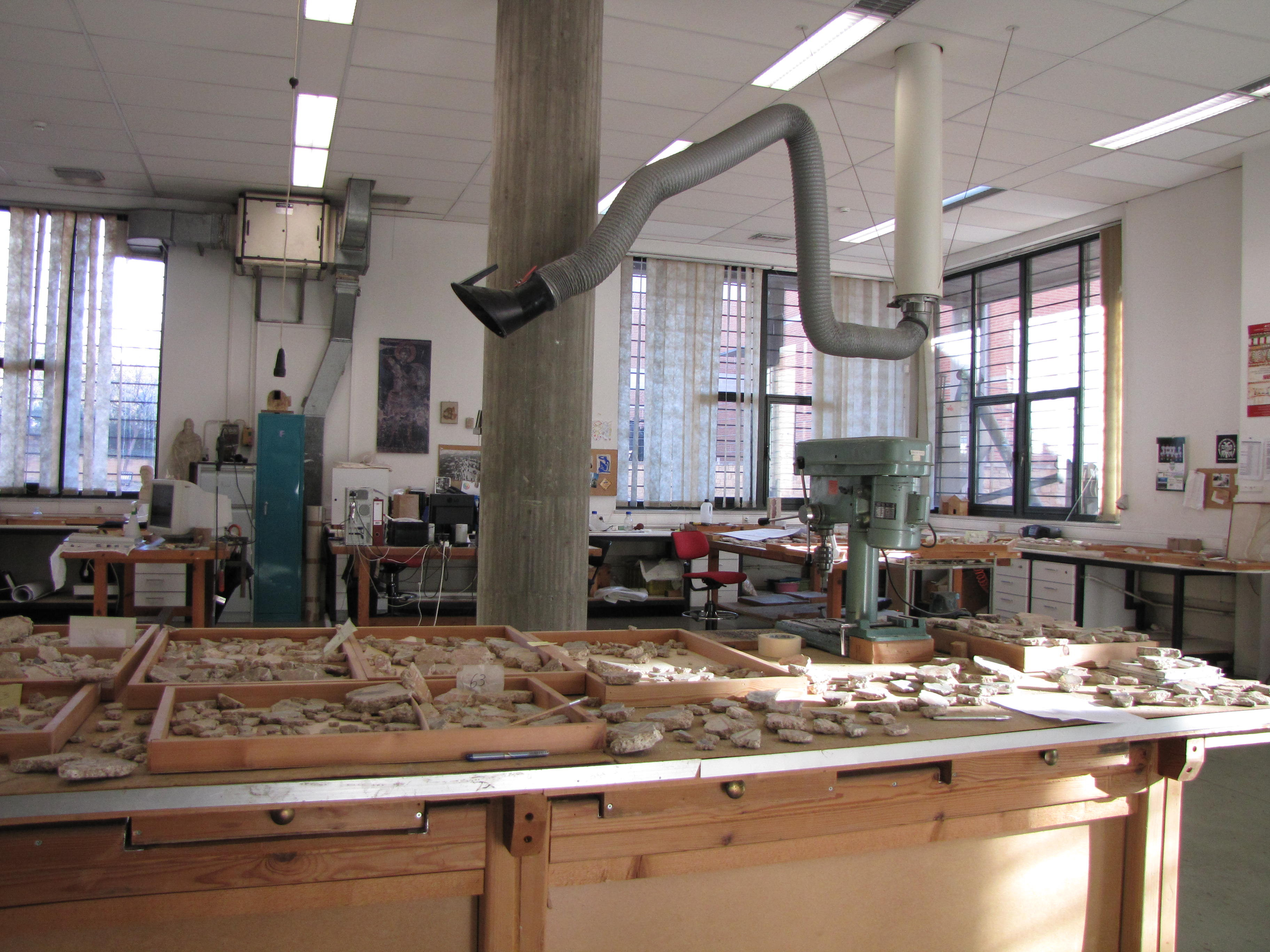
Teil einer Werkstatt (Wandmalereien)

Ursprünglich wurden in dieser Werkstatt Dokumente für die Ausstellung "Schätze des Berg Athos" konserviert, die 1997 in den Räumen des Museums stattfand. Seitdem wurden die Gerätschaften den erhöhten Anforderungen an die Bearbeitung und Erhaltung der Exponate angepasst. Seit dem Jahr 2000 arbeiten die spezialisierten Konservatoren in einem gesonderten Raum und kümmern sich um die Diagnose, Dokumentation und Erhaltung der Schriften, die aus Papier oder aus Pergament bestehen. Während Pergament und handgeschöpfte Papiere recht langsam altern, ist die Erhaltung von Büchern, die auf industriell hergestelltem Papier gedruckt wurden, aufwändiger. Durch den Anteil von Säuren zersetzen sie sich leichter.
Teile des Personals sind in Paläografie geschult und können somit die alten Schriften entziffern. 
Die Werkstatt kümmert sich nicht nur um die Bestände des Museums. Sie ist beratend tätig und arbeitet unter anderem für das Institut für byzantinische und post-byzantinische Studien in Venedig, die Stadt Kozani und Klöster des Athos. Während der Jahre 2007 und 2008 arbeitete das Labor mit dem Camberwell College of Arts of the University of the Arts London zusammen.
In Verbindung mit dem Bildungsprogramm des Museums werden Führungen angeboten. Auch finden Workshops zu den Themen Buchbinderei, Papierherstellung und Gravur statt.

### Erhaltung von Keramik, Glas und kleineren Funden
Seit 1994 arbeitet die Werkstatt. Neben dem Arbeitsbereich gibt es einen Lagerraum und einen Bereich, der zur Reinigung des ausgegrabenen Materials benutzt wird. Nach dem Reinigungsvorgang werden die Funde geordnet. Alle farblich übereinstimmenden Teile, sowie alle verwandten Formen (Henkel, Böden etc.) werden in Gruppen zusammengefasst. Danach werden sie auf ihre Zusammensetzung und ihren Zustand hin untersucht. Als Orientierung für die Zusammensetzung der Einzelteile dienen Zeichnungen aller bekannten Formen von Ton und Glasgefäßen. Die Einzelteile werden miteinander verklebt und in einem speziellen Ofen getrocknet. 
Zur Reparatur und Konservierung werden sowohl alte als auch moderne Methoden angewandt.
Neben Führungen werden auch Workshops, die sich mit der Herstellung von Tonwaren befassen, angeboten.

### Restaurierung und Erhaltung von Metall
Münzen und andere metallene Fundstücke werden hier mechanisch und chemisch gereinigt. Falls nötig, werden starke Verschmutzungen mit einem Sandstrahlgerät entfernt, für feinere Arbeiten werden zahnärztliche Werkzeuge benutzt. Wie in einigen anderen Werkstätten auch, ist ein spezieller Schrank zur Lagerung der Säuren und anderer Chemikalien vorhanden. Vor dem Öffnen dieser Schränke werden eventuell ausgetretene Gase abgesaugt. Neben Münzen werden auch kleinere Fundstücke aus anderen Materialien, wie Glas oder Knochen, aufgearbeitet. 

### Restaurierung und Erhaltung von Mosaiken
Seit 1995 wurden ca. 600 Mosaike konserviert. Die meisten davon befinden sich in der Ausstellung des Museums, für deren Kontrolle und eventuelle Reparatur sind die Konservatoren verantwortlich. Führungen für Studenten der Archäologie und Studenten, die sich speziell für das Thema Konservierung interessieren, werden in Verbindung mit dem Bildungsprogramm des Museums angeboten.

### Erhaltung von steinernen Funden

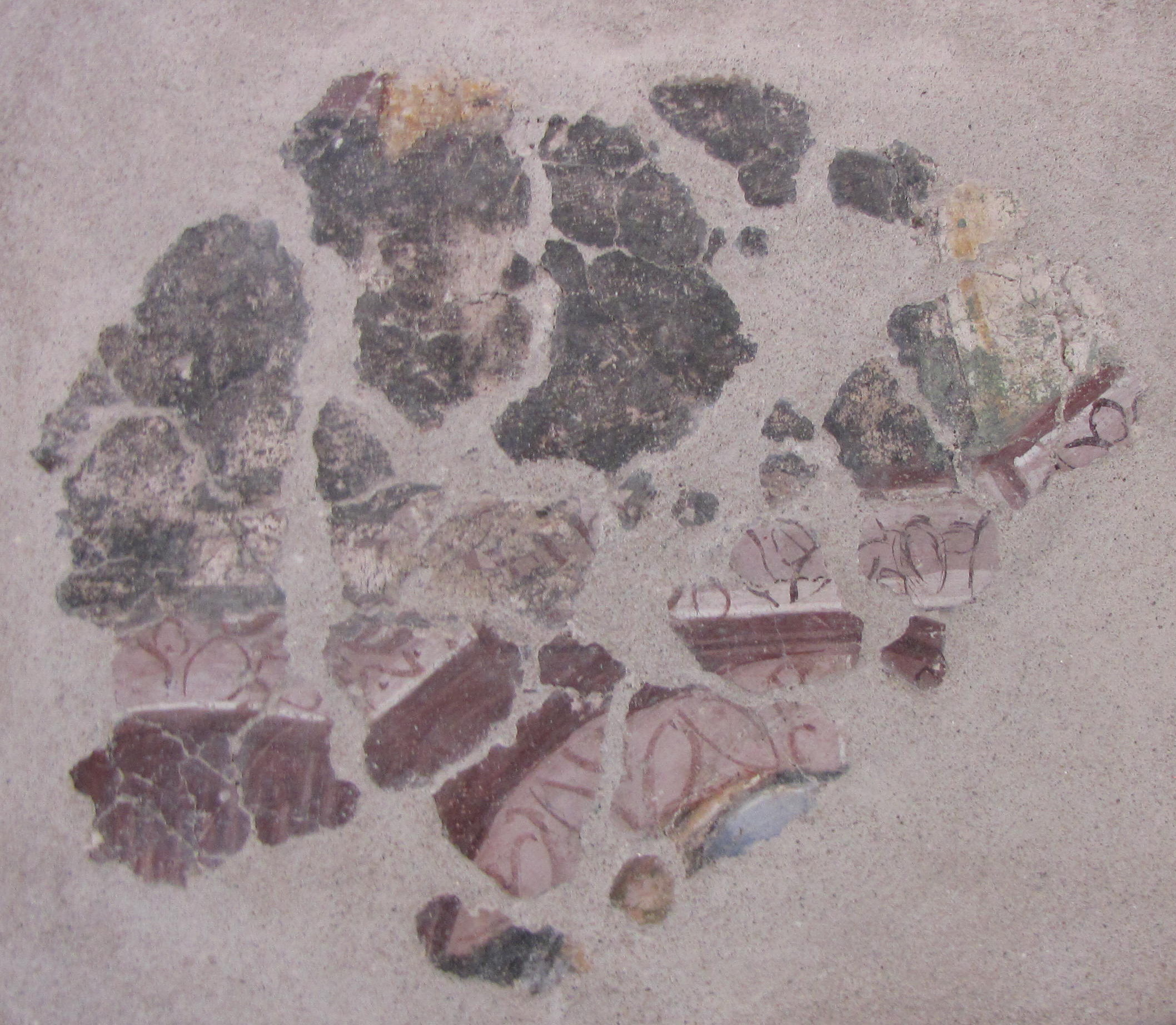
In GFK gegossene Fragmente einer Wandmalerei

Neben den Skulpturen und anderen steinernen Funden des Museums beschäftigen sich die Mitarbeiter auch mit den antiken Funden anderer Regionen Griechenlands. Seit 1994 werden, meist marmorne, Artefakte fachgerecht aufgearbeitet und konserviert. Wie in den anderen Werkstätten auch werden alle Arbeitsschritte erfasst, fotografiert und dokumentiert.

### Restaurierung und Erhaltung von Wandmalereien
Die Wandmalereien des Museums stammen aus Kirchen und anderen Bauten aus Thessaloniki und Umgebung. Die Sammlung des Museums besteht aus rund 200 Stücken, datiert von der frühen christlichen Periode (4. bis 7. Jahrhundert), über die post-byzantinische Periode bis hin zur Moderne (19. und 20. Jahrhundert). Die meisten Malereien wurden als Fresken ausgeführt, ab der post-byzantinischen Periode auch als Secco.
Die abgelösten Wandmalereien werden auf transportable Medien aufgebracht, so dass sie in Museen ausgestellt werden können. Vorher werden sie mikroskopisch und technisch untersucht. So wird die Zusammensetzung des Materials, auf dem die Malerei aufgetragen wurde, analysiert. Bruchteile einer Malerei werden vom Restaurator bestmöglich zusammengefügt und mit der bemalten Seite auf eine Stoffbahn geklebt, die wiederum auf einem ebenen Untergrund liegt. Ein Rahmen in entsprechender Größe wird angefertigt und um die Fragmente herum gelegt, anschließend wird der Rahmen mit Glasfaserverstärktem Kunststoff ausgegossen. Die Fragmente werden von der Masse eingeschlossen. Nach Trocknung des Kunststoffs wird die Stoffbahn abgezogen und der Klebstoff von dem entstandenen Werk entfernt.

## Die Lagerräume
Rund 1200 m² des Gebäudes werden als Lagerraum genutzt. Als Vorbild dienten industrielle Lagerhallen. Skulpturen werden auf Paletten gelagert, die von Gabelstaplern bewegt werden können. Ikonen und Mosaike in horizontalen, gleitenden Rahmen. Für die Lagerung von Amphoren wird eine unkonventionelle Methode angewandt. Nach dem Fund eines byzantinischen Schiffs zeigte es sich, dass man Amphoren platzsparend stapeln kann, ohne die tönernen Gefäße zu beschädigen.

## Auszeichnungen
Als erstem griechischen Museum wurde dem Museum für byzantinische Kultur 2005 der „Council of Europe’s Museum Prize“ verliehen. Der Preis wird seit 1977 für besondere Verdienste um das kulturelle Erbe verliehen.
In der Kategorie „long film“ wurde dem Museum 2016 der goldene Preis des internationalen Festivals of Audiovisual Means on Museums and Cultural Heritage of AVICOM verliehen. Er wird vom International Committee for Audiovisual Means and of New Technologies, Image and Sound of ICOM vergeben. Das Museum für byzantinische Kultur entschied das Votum der Jury gegen 32 internationale Mitbewerber für sich.